# Debi Thomas
Debra Janine Thomas (Poughkeepsie, 25 marzo 1967) è un'ex pattinatrice artistica su ghiaccio statunitense.

## Palmarès
Carriera amatoriale
| Internazionali            | Internazionali | Internazionali | Internazionali | Internazionali | Internazionali | Internazionali |
| Evento                    | 1982–83        | 1983–84        | 1984–85        | 1985–86        | 1986–87        | 1987–88        |
| ------------------------- | -------------- | -------------- | -------------- | -------------- | -------------- | -------------- |
| Giochi olimpici invernali |                |                |                |                |                | 3°             |
| Campionati mondiali       |                |                | 5°             | 1°             | 2°             | 3°             |
| Skate America             |                |                |                | 1°             |                |                |
| Skate Canada              |                |                |                |                |                | 1°             |
| NHK Trophy                |                |                | 2°             |                |                |                |
| St. Ivel International    |                |                |                | 1°             |                |                |
| Nebelhorn Trophy          |                |                | 1°             |                |                |                |
| St. Gervais               |                |                | 1°             |                |                |                |
| Nazionali                 |                |                |                |                |                |                |
| Campionati statunitensi   | 13°            | 6°             | 2°             | 1°             | 2°             | 1°             |

Carriera professionistica
| Evento                              | 1988 | 1989 | 1991 |
| ----------------------------------- | ---- | ---- | ---- |
| Campionato del mondo professionisti | 1°   | 1°   | 1°   |